# Munkebo Sogn
Munkebo Sogn er et sogn i Kerteminde-Nyborg Provsti (Fyens Stift). Munkebo ligger i Kerteminde Kommune, som er en del af Region Syddanmark. Sognet er en del af den danske folkekirke og har en kirke, Munkebo Kirke, der betjener lokalsamfundet. Munkebo Kirke er en gammel stenkirke og fungerer som et kirkeligt og kulturelt centrum for sognet.

## Historie
I 1800-tallet var Munkebo Sogn et selvstændigt pastorat. Det hørte til Bjerge Herred i Odense Amt. Munkebo sognekommune var ved kommunalreformen i 1970 stor nok til selv at danne Munkebo Kommune. Ved strukturreformen i 2007 blev den indlemmet i et andet kommunalområde, Kerteminde Kommune.
I Munkebo Sogn ligger Munkebo Kirke. Til Munkebo sogn hører blandt andet byen Munkebo samt en række gårde og landsbyen Dræby. I sognet findes følgende autoriserede stednavne:
- Boelsbro (bebyggelse)
- Dræby (bebyggelse, ejerlav)
- Dræby Fed (areal, bebyggelse)
- Dræby Kvissel (vandareal)
- Fedsodde (areal)
- Flintholm (areal)
- Lindø (bebyggelse)
- Moselavet (bebyggelse)
- Munkebo (bebyggelse, ejerlav)
- Møllelavet (bebyggelse)
- Roholm (areal)
- Strandlysthusene (bebyggelse)
- Svilshave (bebyggelse)
- Tornø (areal, ejerlav)
- Trællerup (bebyggelse)
- Vigerø (bebyggelse)
- Østergård (ejerlav, landbrugsejendom)